# Драшкович, Янко
Я́нко Дра́шкович (хорв. Janko Drašković, 20 октября 1770 — 14 января 1856) — хорватский политик и поэт, деятель Хорватского национального возрождения. Представитель одного из самых знатных родов страны — Драшковичей.

## Биография
Граф Янко Драшкович родился в 1770 году в Загребе. Почти всю свою жизнь прожил в родовом замке графов Драшковичей — Тракошчане. Получил отличное образование, в юности пытался сделать военную карьеру, однако вынужден был уйти в отставку из-за проблем со здоровьем. Увлекался поэзией, издал несколько стихотворных сборников.
В двадцатых-тридцатых годах XIX века в Хорватии усилилась тенденция к мадьяризации. Хорватия в рамках Австрийской империи входила в состав Венгрии, которая предпринимала попытки максимально мадьяризировать подчинённые ей народы, в первую очередь хорватов и словаков. В качестве реакции в стране возникло широкое политическое и культурное движение, получившее имя иллиризм, которое провозглашало необходимость объединения юго-славянских народов и выход Хорватии из подчинения венграм.

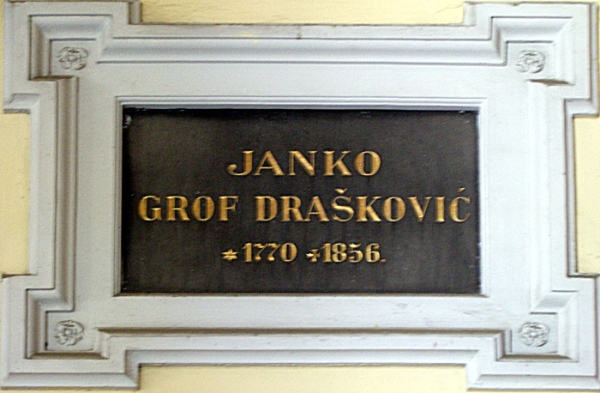
Могила графа Драшковича на кладбище Мирогой

Янко Драшкович, несмотря на то, что ему в начале тридцатых годов было уже за 60, с энтузиазмом воспринял идеи иллиризма. В 1832 году он выпустил «Диссертацию», работу в которой излагал политическую, культурную, экономическую и общественную программу иллиризма. «Диссертация» была написана в форме призыва к хорватским депутатам, заседавшим в совместном венгерско-хорватском парламенте.
В своём труде Драшкович призывает к «Великой Иллирии», которая будет включать все юго-славянские провинции Габсбургской империи, как то Хорватию, Славонию, Далмацию, Боснию, Риеку и Военную границу. «Иллирия», по мысли Драшковича, должна быть полностью независима от Венгрии и управляться баном, который будет непосредственно подчинён императору. В случае отвержения этого плана Габсбургами, объединённые хорватские земли, в таком случае, должны бороться за полное отделение.
«Диссертация» была написана на штокавском наречии хорватского языка, хотя родным для Драшковича был кайкавский диалект. Штокавицу иллиристы считали основой для будущего литературного хорватского. Эта идея была с успехом реализована на практике при активном участии Людевита Гая, что стало одним из главных достижений иллиризма.
В 1838 году Драшкович основал в Загребе Народную читальню, ставшую своеобразной штаб-квартирой деятелей иллиризма. В 1842 году Драшкович предложил создать при Народной читальне культурно-издательское сообщество, предназначенное для издания и распространения литературы на хорватском языке. Общество получило имя «Матица иллирийская» (Matica ilirska), а Драшкович стал его первым председателем. Позднее оно была переименовано в «Матицу хорватскую» (Matica hrvatska) и стало крупнейшим хорватским литературно-научным сообществом, много сделавшим для развития хорватского языка и литературы, популяризации науки и распространения просвещения.
Янко Драшкович скончался в 1856 году в Бад-Радкерсбурге. В 1893 году его останки были перезахоронены на загребском кладбище Мирогой.